# 紀元前391年
紀元前391年（きげんぜん391ねん）は、ローマ暦の年である。
当時は、「フラウウス、メドゥリヌス、カメリヌス、フスス、マメルキヌス、マメルキヌスが執政武官に就任した年」として知られていた（もしくは、それほど使われてはいないが、ローマ建国紀元363年）。紀年法として西暦（キリスト紀元）がヨーロッパで広く普及した中世時代初期以降、この年は紀元前391年と表記されるのが一般的となった。

## 他の紀年法
- 干支 : 庚寅
- 日本
  - 皇紀270年
  - 孝安天皇2年
- 中国
  - 周 - 安王11年
  - 秦 - 恵公9年
  - 晋 - 烈公25年
  - 楚 - 悼王11年
  - 斉 - 康公14年
  - 燕 - 簡公24年
  - 趙 - 武公9年
  - 魏 - 武侯5年
  - 韓 - 烈侯9年
- 朝鮮
  - 檀紀1943年
- ベトナム :
- 仏滅紀元 : 154年
- ユダヤ暦 :

## できごと

### ペルシア帝国
- アケメネス朝ペルシア帝国のサトラップ（太守）ストルタス (Struthas) は、反スパルタ政策をとり続け、スパルタ側はこれに対抗し、イオニアのギリシア植民都市の総督として派遣していたティブロン (Thibron) に、ストルタスを攻撃するよう命じた。ティブロンはペルシア領内を侵略したが、ストルタスの奇襲に遭い、配下の多数の兵士たちとともに討ち死にした。
- サラミスの王エウァゴラス (Evagoras) は、キュプロスの支配権をめぐってペルシア勢と戦った。エウァゴラスは、アテナイ勢やエジプト勢の支援も得ながら、キュプロスの大部分やアナトリアの一部の都市にまで支配圏を広げた。

### ギリシア
- コリントス戦争（紀元前395年 - 紀元前387年）
  - アテナイの将軍イピクラテスが、ほとんどペルタスト（ピルム（投げ槍）の投擲を行なう兵士）などの軽装歩兵だけで編成された部隊によって、レカイオン (Lechaeum) に駐屯していたスパルタ軍に対し、レカイオンの戦い (Battle of Lechaeum) で決定的な勝利を収めた。これは、軽装歩兵部隊が、ギリシア式の重装歩兵部隊を破った、史上最初の戦いとなった。
  - イピクラテスは、ピリオス (Phlius) やアルカディアにも攻め入り、敵を圧倒し、味方に就くことを拒んだアルカディア人の領域では略奪を行なった。この勝利の後、アルゴス軍はコリントスへ進軍し、アクロコリントスを占領してアルゴスとコリントスを統一した。

### シチリア
- シュラクサイの僭主ディオニュシオス1世は、イタリア本土南部のギリシア植民都市へ勢力を広げようとし始めた。まず、レギオンに攻城戦を挑んだが、これは失敗に終わった。

### 共和政ローマ
- 共和政ローマの独裁官マルクス・フリウス・カミルスが、ウェイイにおける勝利の際の戦利品の分配を不公平に行なったとして訴えられ、自らローマを去った。
- クィントゥス・ファビウス・アンブストゥス (Quintus Fabius Ambustus) と、同じくファビウス氏族のほかの2人が、ブレンヌスに率いられて移動していたケルト人集団（ローマ人たちは「ガリア人」と呼んでいた）への大使として送られた。ガリア人たちは、ティベリス川沿いに下って前進を続けており、クルシウム (Clusium) に攻城戦を仕掛けていた。クィントゥス・ファビウスの使節団は、揉め事からガリア人の指導者のひとりを殺してしまい、怒ったガリア人は使節団の身柄を引き渡すようにローマに要求した。ローマ側は身柄の引き渡しを拒んだため、ガリア勢はローマへと前進した。

### 中国
- 秦が韓の宜陽を攻撃し、六つの邑を取る。
- 斉の大夫の田和が斉の康公の姜貸を海上の孤島に追放し、食邑として城を1つだけ与えられ、祖先の霊を祀ることとされた。

## 死去
- ティブロン (Thibron) - スパルタの将軍
- 墨子 - 中国の哲学者（おおよその年代）